# Suseni, Harghita
Suseni là một xã thuộc hạt Harghita, România. Dân số thời điểm năm 2002 là 5153 người.